# Округ Кавингтон (Мисисипи)
Округ Кавингтон (енгл. Covington County) је округ у америчкој савезној држави Мисисипи.

## Демографија
По попису из 2010. године број становника је 19.568, што је 161 (0,8%) становника више него 2000. године.
| Група             | 2000.          | 2010.          |
| Белци             | 12.249 (63,1%) | 12.202 (62,4%) |
| Афроамериканци    | 6.910 (35,6%)  | 6.825 (34,9%)  |
| Азијати           | 23 (0,1%)      | 43 (0,2%)      |
| Хиспаноамериканци | 155 (0,8%)     | 369 (1,9%)     |
| Укупно            | 19.407         | 19.568         |